# Langues athapascanes de la côte pacifique
L'athapascan de la côte pacifique est un groupe géographique de langues de la famille athapascane. La discussion est ouverte sur sa nature génétique.
Note : Faute de correspondance bien établie des noms des langues athapascanes en français, les dénominations originales de l'article en anglais (en:Pacific Coast Athabaskan languages) sont conservées dans les listes ci-dessous.

## Athapascan de Californie
- 1. Hupa (Hoopa-Chilula), dialectes :
  - Hupa
  - Chilula-Whilkut
    - Chilula
    - Whilkut
- 2. Mattole-Bear River, dialectes :
  - Mattole
  - Bear River
- 3. Eel River, dialectes :
  - Sinkyone-Wailaki-Nongatl-Lassik-Cahto
    - Sinkyone
    - Wailaki
    - Nongatl
    - Lassik
    - Cahto (Kato)

## Athapascan de l'Oregon
- 4. Upper Umpqua
- 5. Rogue River (Tututni, Lower Rogue River), dialectes :
  - Upper Coquille
    - Coquille
    - Flores Creek

  - Tututni
    - Tututunne
    - Mikwunutunne
    - Joshua (Chemetunne)
    - Sixes
    - Pistol River (Chetleshin)
    - Wishtenatin (Khwaishtunnetunnne)

  - Euchre Creek
  - Chasta Costa (Illinois River, Chastacosta, Chasta Kosta)
- 6. Galice-Applegate, dialectes :
  - Galice
  - Applegate (Nabiltse)
- 7. Tolowa, dialectes :
  - Chetco
  - Smith River